# Ferdinando Orlandi (attore)
Ferdinando Orlandi (8 agosto 1925 – 16 dicembre 1991) è stato un attore italiano.

## Biografia
Nonostante non siano reperibili informazioni in merito al luogo di nascita, Ferdinando Orlandi ha vissuto, fin dall'adolescenza, a Minerbio. Presso ll piccolo borgo emiliano ha aperto una trattoria, ancora oggi in attività.
Nel 1973 conosce Pupi Avati, il regista con cui ha lavorato maggiormente. A tal riguardo, il cineasta felsineo lo ricorda con queste parole:
La sua ultima apparizione risale al 1991. Orlandi ha ricoperto, come di consueto, un ruolo secondario in Aujourd'hui peut-être... di Jean-Louis Bertuccelli. 

## Filmografia
- La mazurka del barone, della santa e del fico fiorone, regia di Pupi Avati (1975)
- Bordella, regia di Pupi Avati (1976)
- Passi furtivi in una notte boia, regia di Vincenzo Rigo (1976)
- L'affittacamere, regia di Mariano Laurenti (1976)
- La casa dalle finestre che ridono, regia di Pupi Avati (1976)
- Tutti defunti... tranne i morti, regia di Pupi Avati (1977)
- Gli ultimi tre giorni, regia di Gianfranco Mingozzi (1977)
- Jazz band, regia di Pupi Avati (1978)
- Le strelle nel fosso, regia di Pupi Avati (1979)
- Macabro, regia di Lamberto Bava (1980)
- Cinema!!!, regia di Pupi Avati (1980)
- Aiutami a sognare, regia di Pupi Avati (1981)
- Dancing Paradise, regia di Pupi Avati (1982)
- Una gita scolastica, regia di Pupi Avati (1983)
- Zeder, regia di Pupi Avati (1983)
- Noi tre, regia di Pupi Avati (1984)
- Festa di laurea, regia di Pupi Avati (1985)
- Impiegati, regia di Pupi Avati (1985)
- Una domenica sì, regia di Cesare Bastelli (1986)
- Ultimo minuto, regia di Pupi Avati (1987)
- Storia di ragazzi e di ragazze, regia di Pupi Avati (1989)
- Aujourd'hui peut-être..., regia di Jean-Louis Bertuccelli (1991)